# Duggendorf
Duggendorf – miejscowość i gmina w Niemczech, w kraju związkowym Bawaria, w rejencji Górny Palatynat, w regionie Ratyzbona, w powiecie Ratyzbona, wchodzi w skład wspólnoty administracyjnej Kallmünz. Leży w Jurze Frankońskiej, około 15 km na północny zachód od Ratyzbony, nad rzeką Naab.
1 stycznia 2014 do gminy przyłączono teren o powierzchni 0,09 km², który pochodził z rozwiązanego dzień wcześniej obszaru wolnego administracyjnie Pielenhofer Wald rechts der Naab

## Dzielnice
W skład gminy wchodzą następujące dzielnice:
- Duggendorf
- Hochdorf
- Wischenhofen
- Neuhof
- Heitzenhofen
- Haidberg
- Aufnberg
- Judenberg
- Schwarzhöfe
- Züntergut
- Weihergut

## Zabytki
- kościół w dzielnicy Hochdorf
- Kościół pw. św. Wolfganga (St. Wolfgang)
- fontanna